# Microsoft SQL Server
Microsoft SQL Server là một hệ quản trị cơ sở dữ liệu quan hệ được phát triển bởi Microsoft. Là một máy chủ cơ sở dữ liệu, nó là một sản phẩm phần mềm có chức năng chính là lưu trữ và truy xuất dữ liệu theo yêu cầu của các ứng dụng phần mềm khác. Có thể chạy trên cùng một máy tính hoặc trên một máy tính khác trên mạng (bao gồm cả Internet).
Microsoft tiếp thị ít nhất một chục phiên bản Microsoft SQL Server khác nhau, nhắm vào các đối tượng khác nhau và cho khối lượng công việc khác nhau, từ các ứng dụng máy đơn nhỏ đến các ứng dụng Internet lớn có nhiều người dùng đồng thời.

## Lịch sử
Lịch sử của Microsoft SQL Server bắt đầu với sản phẩm Microsoft SQL Server đầu tiên SQL SQL Server 10, máy chủ 16-bit cho hệ điều hành OS/2 vào năm 1989 và kéo dài đến ngày hiện tại.

### Các mốc quan trọng
- MS SQL Server cho OS/2 bắt đầu như một dự án chuyển Sybase SQL Server sang OS/2 vào năm 1989, bởi Sybase, Ashton-Tate và Microsoft.
- SQL Server 4.2 cho NT được phát hành vào năm 1993, đánh dấu mục nhập vào Windows NT.
- SQL Server 6.0 được phát hành vào năm 1995, đánh dấu sự kết thúc hợp tác với Sybase; Sybase sẽ tiếp tục phát triển biến thể SQL Server của riêng họ, Sybase Adaptive Server Enterprise, độc lập với Microsoft.
- SQL Server 7.0 được phát hành vào năm 1998, đánh dấu việc chuyển đổi mã nguồn từ C sang C ++.
- SQL Server 2005, được phát hành năm 2005, hoàn thành việc sửa đổi hoàn toàn mã Sybase cũ thành mã Microsoft.
- SQL Server 2017, được phát hành vào năm 2017, bổ sung hỗ trợ Linux cho các nền tảng Linux này: Red Hat Enterprise Linux, SUSE Linux Enterprise Server, Ubuntu & Docker Engine.[3]

### Hiện tại
Tính đến  tháng 11 năm 2022, các phiên bản sau được Microsoft hỗ trợ:
- Máy chủ SQL 2012 [4]
- Máy chủ SQL 2014
- Máy chủ SQL 2016
- Máy chủ SQL 2017

- Máy chủ SQL 2019[5]

- Máy chủ SQL 2022

Từ SQL Server 2016 trở đi, sản phẩm chỉ được hỗ trợ trên bộ xử lý x64.
Phiên bản hiện tại là Microsoft SQL Server 2022, phát hành ngày 16 tháng 11 năm 2022.

## Phiên bản
Microsoft cung cấp SQL Server trong nhiều phiên bản, với các bộ tính năng khác nhau và nhắm mục tiêu người dùng khác nhau. Các phiên bản này là: